# Emerald Spring
Emerald Spring est une source chaude située dans le Norris Geyser Basin dans le parc national de Yellowstone aux États-Unis.

## Histoire

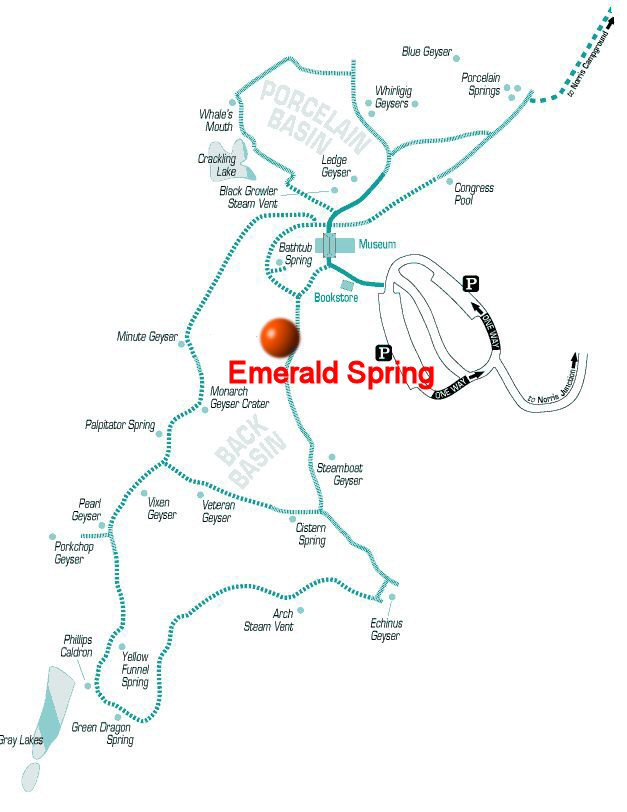
Localisation de Emerald Spring dans le Norris Geyser Basin

Initialement nommé Emerald Geyser par Philetus Norris, directeur du parc de 1877 à 1882, en raison de sa couleur, le nom a plus tard été officiellement changé en Emerald Spring par l'US Geological Survey en 1930.
En 1892, Robert Williams Wood, un physicien américain expert en optique, utilise la source chaude pour une blague. Discrètement, il dissout un litre de fluorescéine dans la source pour donner à l'eau une couleur anormale, ce qui a surpris plusieurs personnes.

## Caractéristiques
Emerald Spring fait 8,2 m de profondeur. La température de l'eau de la source est d'environ 83,3 °C. La source tire son nom de la couleur émeraude verte de l'eau ; la lumière du soleil est filtrée par l'eau, ce qui la transforme en bleu, puis, elle se reflète sur le soufre jaune, ce qui donne la teinte verte.
Alors qu'Emerald Spring est plutôt calme, qui généralement ne fait que quelques bulles remontant à la surface, il arrive que sa turbidité augmente et qu'il entre en éruption, atteignant ainsi 1 m de haut. En 1931, il a connu une période de très grande activité, avec des éruptions faisant de 18,2 à 22,9 m de haut.